# 全联盟电子设备联合会

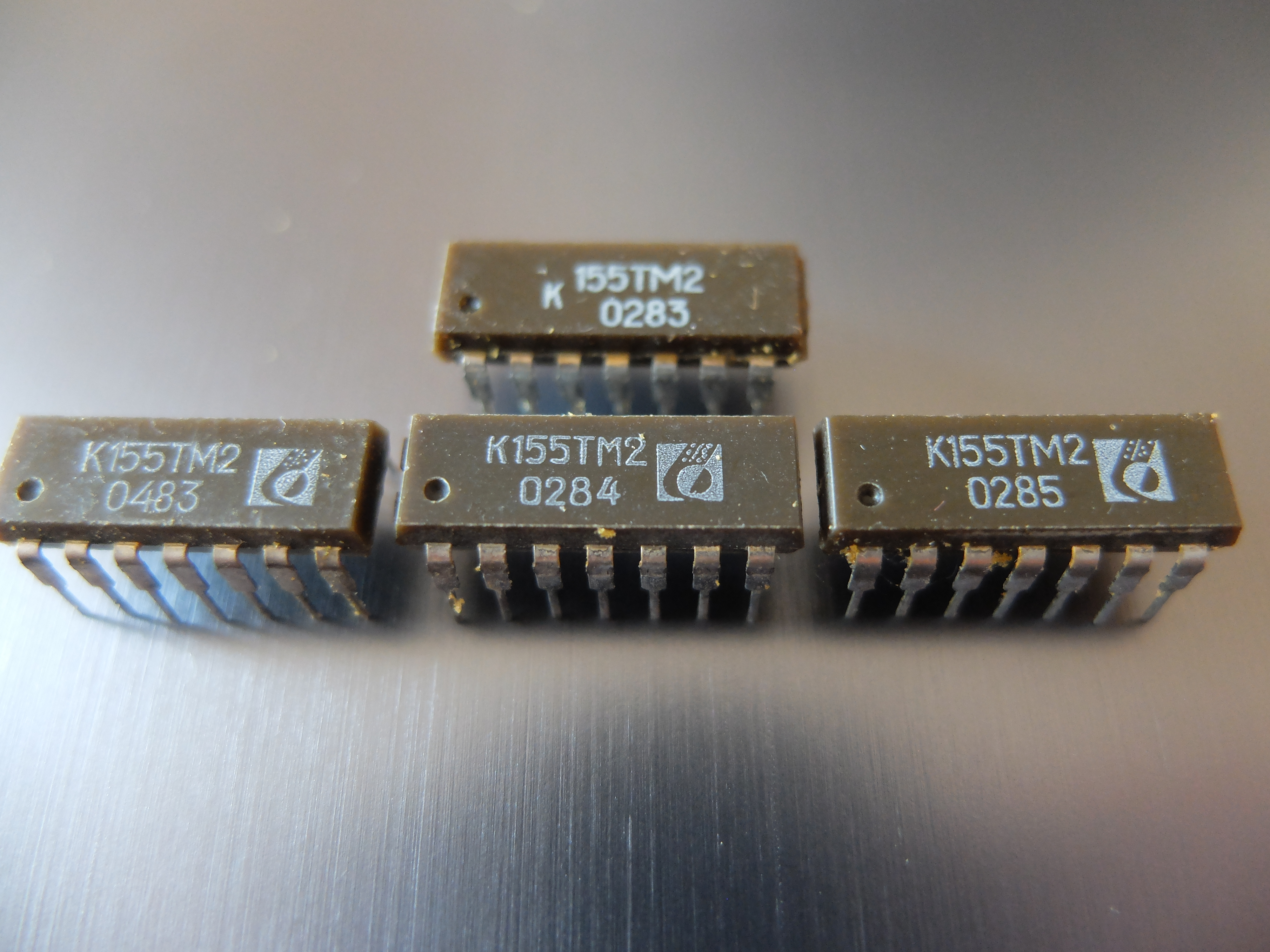
带有全联盟电子设备联合会徽标的集成电路

全联盟电子设备联合会（俄語：Всесою́зное Объедине́ние «Электро́норгтехника»，羅馬化：Vsesoyúznoye Obyedinéniye "Elektrónorgtekhnika"，也拼写为），更广为人知的缩写为ELORG（Элорг），是苏联时期一家垄断计算机设备及软件进出口的国有组织。该企业1971年至1989年间由苏联对外贸易部直接管辖。
该公司与苏联自主研发计算器的出口有关，其中Elektronika品牌产品在出口时被冠以ELORG标识。ELORG还曾销售Agat计算机，并于1971年从IBM System/360 Model 50型计算机开始，将 IBM 电脑引入苏联市场。
英國传媒大亨罗伯特·麦克斯韦曾向苏联领导人米哈伊尔·戈尔巴乔夫施压，要求取消ELORG与任天堂就游戏《俄罗斯方块》版权签订的协议，認為名下的軟體公司Mirrorsoft已經擁有這些權利。
1991年苏联解体前夕，时任负责人尼古拉·贝利科夫将ELORG改制为私营企业。2005年1月，俄罗斯方块公司以1500万美元收购ELORG。

## 俄罗斯方块

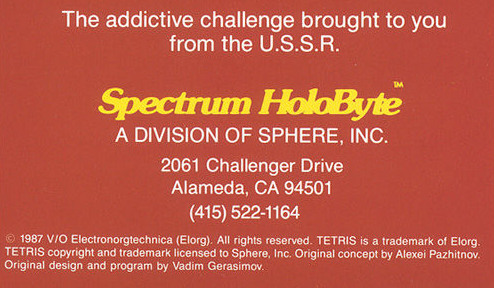
1987 年版《俄罗斯方块》封底的Elorg版权声明

ELORG曾负责全球知名电子游戏《俄罗斯方块》的版权授权事务。该游戏由苏联科学院的受薪程序员开发，但苏联科学院本身无权直接参与商业活动。由于游戏版权归属国家所有，ELORG作为国家机构全权管理该游戏的全球版权。1996年有报道称，ELORG已转型为私有化的俄罗斯公司，仍持有俄罗斯方块商标权。
ELORG曾与俄罗斯方块创始人阿列克谢·帕基特诺夫、荷兰商人亨克·罗杰斯共同组建俄罗斯方块公司，负责向游戏公司授权俄罗斯方块品牌。在2005年前，ELORG持有该公司50%的股权，后由罗杰斯与帕基特诺夫收购其剩余权益。